# Ceratitis sucini
Ceratitis sucini är en tvåvingeart som beskrevs av Meyer 1998. Ceratitis sucini ingår i släktet Ceratitis och familjen borrflugor. Inga underarter finns listade i Catalogue of Life.